# Список заборонених відеоігор
Список заборонених відеоігор — неповний перелік заборонених відеоігор у світі або в тій чи іншій країні. До списку не включено фанатські ігри чи модифікації.

## За жанром

### Бойовики
| Назва                                           | Країни, де заборонена                                                                    | Підстава заборони                                                                                 | Примітки                                                  |
| ----------------------------------------------- | ---------------------------------------------------------------------------------------- | ------------------------------------------------------------------------------------------------- | --------------------------------------------------------- |
| Carmageddon (в початковому вигляді)             | Німеччина, Велика Британія                                                               | Зображення вбивства цивільних.                                                                    | В адаптованих версіях людей замінено на зомбі або роботів |
| GTA: San Andreas (в початковому вигляді)        | Австралія, США                                                                           | Можливість протагоніста займатися сексом.                                                         | В пізніших виданнях цю можливість було прибрано.          |
| Manhunt                                         | Заборонена в 7-и країнах, зокрема Німеччині, Великій Британії та Канаді                  | У грі наявні кров, розчленування, жорстокі туртури, передсмертні стогони.                         |                                                           |
| Серія Postal                                    | Ігри цієї серії заборонені в 13-и країнах, зокрема в Австралії, Новій Зеландії та Швеції | Зображення аморального протагоніста, що може вбивати цивільних та здійснювати блюзнірські вчинки. |                                                           |
| Marc Ecko's Getting Up: Contents Under Pressure | Австралія                                                                                | Можливість малювати на вулицях графіті.                                                           |                                                           |
| Silent Hill: Homecoming                         | Австралія                                                                                | Зображення крові, тортур і трупів                                                                 |                                                           |

### Шутери
| Назва              | Країни, де заборонена                  | Підстава заборони | Примітки                                                                      |
| ------------------ | -------------------------------------- | --- | ----------------------------------------------------------------------------- |
| Battlefield 3      | Іран                                   | У грі зображено штурм Тегерану збройними силами США.                                                                                 |                                                                               |
| Серія Call of Duty | Саудівська Аравія, ОАЕ, частково Росія | В COD4: MW пропонується вбивати ісламських терористів, є можливість вбивати цивільних. Наявна фраза «Вбийте їх всіх, вони росіяни!». | В Росії поширюється цензурована версія                                        |
| Counter-Strike     | Бразилія                               | Можливість грати за терористів |                                                                               |
| Left 4 Dead 2      | Австралія, Німеччина                   | Зображення обезголовлення, розчленування, ран і трупів.                                                                              |                                                                               |
| Серія Wolfenstein  | Німеччина                              | Ігри цієї серії зачіпають тему нацистського окультизму та містять зображення нацистської символіки.                                  | Поширюються цензуровані версії зі зміненими нацистськими назвами та символами |

### Файтинги
| Назва               | Країни, де заборонена | Підстава заборони                                             | Примітки                                                   |
| ------------------- | --------------------- | ------------------------------------------------------------- | ---------------------------------------------------------- |
| Серія Mortal Kombat | Німеччина, Бразилія   | Зображення кривавого насильства та вбивств із розчленуванням. | В Австралії з ігор цієї серії була повністю вирізана кров. |

### Стратегії
| Назва                      | Країни, де заборонена | Підстава заборони | Примітки                                                                  |
| -------------------------- | --------------------- | --- | ------------------------------------------------------------------------- |
| Company of Heroes 2        | Росія                 | Зображення в поганому світлі Червоної армії: розстріл власних відступаючих військ, відправлення солдатів на вірну смерть як «гарматного м'яса», вбивства цивільних та союзних партизанів. | Заборона накладена тільки на дискові версії                               |
| Command & Conquer Generals | Китай                 | Зображення руйнування національних символів | В Німеччині видається цензурована версія, де солдатів замінено на роботів |

### Рольові відеоігри
| Назва         | Країни, де заборонена | Підстава заборони | Примітки |
| ------------- | --------------------- | --- | -------- |
| Fallout 3     | Австралія             | Можливість вживання протагоністом наркотиків. |          |
| Серія Pokémon | Саудівська Аравія     | Використання релігійних символів, «пропаганду сионізму», «богохульство», «просування азартних ігор серед малолітніх», «підтримка теорії еволюції людини Дарвіна». |          |

### Пригодницькі відеоігри
| Назва               | Країни, де заборонена                          | Підстава заборони                          | Примітки |
| ------------------- | ---------------------------------------------- | ------------------------------------------ | -------- |
| Bully (Canis Canem) | США (штат Флорида), Велика Британія, Австралія | Зображення знущань та хуліганства у школі. |          |

### Симулятори
| Назва                 | Країни, де заборонена | Підстава заборони                                               | Примітки |
| --------------------- | --------------------- | --------------------------------------------------------------- | -------- |
| Football Manager 2005 | Китай                 | Зображення Тайваню та Тибету як незалежних від Китаю територій. |          |
| Rapelay               | Повсюдно              | Можливість гравців виступити в ролі ґвалтівника.                |          |